# União das Direitas (França)
A União das Direitas (1871-1893) foi um grupo parlamentar francês de tendência monarquista e conservadora que reunia legitimistas e orleanistas, bem como bonapartistas, hostis à própria ideia de uma República, durante as duas primeiras décadas da Terceira República Francesa. Teve sua principal expressão política nos governos do Duque de Broglie (1873-1874; 1877).

## Formação
Inicialmente autônomas, essas diferentes facções gradualmente se uniram para ganhar maior influência contra os republicanos, que detinham a maioria na Assembleia Nacional Francesa a partir de 1876. À direita, em oposição aos republicanos, três movimentos se destacaram dentro desse grupo conservador:
- Legitimistas: Monarquistas leais a Casa de Bourbon, desejavam colocar Henrique, Conde de Chambord, neto de Carlos X, no trono e defendiam o retorno a uma monarquia forte;
- Orleanistas: Mais moderados, à centro-direita, queriam restabelecer uma monarquia constitucional (como a "Monarquia de Julho"), liderado por Luís Filipe, Conde de Paris, neto de Luís Filipe I;
- Bonapartistas: Significativamente enfraquecidos após a queda do Segundo Império Francês, defendiam o retorno de um "Império Bonapartista" e estavam organizados no grupo "Apelo ao Povo".

Sua influência diminuiu durante as décadas de 1880 e 1890, após a adesão dos mais moderados ao regime republicano e o surgimento de novas ideologias, como o boulangismo e o nacionalismo.

## Histórico (1871-1876)
Após as eleições legislativas de 1871, realizadas como parte do acordo de armistício para estabelecer uma assembleia legítima para assinar o tratado de paz no contexto da Guerra Franco-Prussiana, os partidos conservadores que defendiam o fim da guerra conquistaram uma ampla maioria de assentos na Assembleia Nacional. Mas, incapaz de chegar a um acordo sobre a restauração da monarquia, a União das Direitas elegeu o marechal Patrice de Mac-Mahon como Presidente da França.
No entanto, ela se desintegrou durante a votação da Constituição Francesa de 1875, pois os poucos bonapartistas rejeitaram essas leis e os legitimistas estavam divididos. Manteve a maioria até as eleições legislativas de 1876, que testemunharam a vitória dos Republicanos Moderados (oportunistas) e durante as quais a direita não conseguiu formar uma aliança eleitoral nacional. O grupo foi, portanto, efetivamente dissolvido.
Com o decorrer da Terceira República, grande parte dos orleanistas se uniram a republicanos moderados, formando o grupo informal "Constitucionalistas e Liberais"; os legitimistas se dividiram entre os católicos que se juntaram à República após 1885 e aqueles que permaneceram refratários ao regime; os bonapartistas, em sua maioria, passaram a apoiar o boulangismo e outros movimentos de extrema-direita. A União das Direitas ainda passaria por refundações e transformações, até sua abolição oficial em 1893.